# Faisal bin Abdulrahman bin Muammar

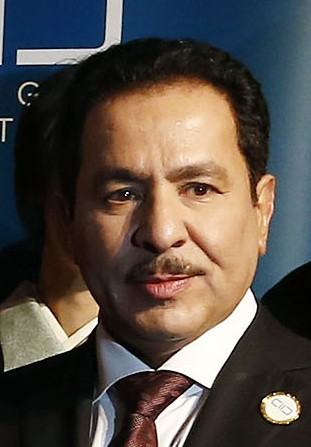
Faisal bin Abdulrahman bin Muammar

Faisal bin Abdulrahman bin Muammar (arabisch فيصل بن عبد الرحمن بن معمر, DMG Faiṣal b. ʿAbd ar-Raḥmān b. Muʿammar; * 1959 in Sadus, Saudi-Arabien) ist ein saudi-arabischer Politiker und Funktionär, der verschiedene Funktionen in der Regierung seines Landes und in nationalen und internationalen Organisationen ausübt. Er war stellvertretender Bildungsminister (im Ministerrang) seines Landes und ist seit Oktober 2012 Generalsekretär des König-Abdullah-Zentrums für interreligiösen und interkulturellen Dialog (King Abdullah bin Abdulaziz International Centre for Interreligious and Intercultural Dialogue; KAICIID) in der österreichischen Hauptstadt Wien.

## Leben
Faisal bin Abdulrahman bin Muammar graduierte an der König-Saud-Universität in Riad, Saudi-Arabien, und an der Webster University im Bundesstaat Missouri,  Vereinigte Staaten. und erwarb einen B.A.-Abschluss in Soziologie (1983) und einen Master-Abschluss in Management (1983).
Am saudi-arabischen Königshof unter König Abdullah, des Hüters der beiden Heiligen Stätten, war er Berater und gilt als dessen enger Vertrauter. Außerdem war Faisal bin Abdulrahman bin Muammar Supervisor-General der  Öffentlichen König-Abdulaziz-Bibliothek (مكتبة الملك عبد العزيز) in der Hauptstadt Riad.
Er diente als Berater des Königlichen Hofes des damaligen Kronprinzen Abdullah ibn Abd al-Aziz Al Saʿud und als Stellvertreter der Nationalgarde für Kultur- und Bildungsangelegenheiten (National Guard for Cultural und Educational Affairs).
Weiter arbeitete er als Generalsekretär der König-Abdulaziz-Zentrums für Nationalen Dialog (KACND) in Riad. Außerdem diente er in den Direktorien vieler nationaler und internationaler Organisationen, darunter der World Scout Foundation. Er ist Mitglied des Kuratoriums der König-Abdulaziz-Stiftung für islamische Studien und Humanwissenschaften (مؤسسة الملك عبد العزيز للدراسات الإسلامية والعلوم الإنسانية / King Abdulaziz Foundation for Islamic Studies und Human Sciences / Fondation du Roi Abdul Aziz Al Saoud pour les Etudes Islamiques et les Sciences Humaines ) mit Sitz in Casablanca in Marokko, der König-Abdul-Aziz-Stiftung für Forschung und Archive (King Abdulaziz Foundation for Research and Archives) in Saudi-Arabien und des Vorstands der Takaful Charity Society (جمعية تكافل الخيرية), einer der größten Wohltätigkeitsorganisationen dieser Art in Saudi-Arabien.
Er ist Mitglied des Direktoriums der Saudi Arabian Equestrian Federation und Mitglied des Kuratoriums der König-Fahd-Nationalbibliothek.